# سكنية الثرثار
(سكنية الثرثار) أو (حي الثرثار) أو (العمارات السكنية)، أحد المجمعات السكنية التي تقع شمال غرب قضاء الفلوجة في محافظة الأنبار، يتكون هذا الحي الذي يقع بين مدينتي الفلوجة والصقلاوية من ثمانية عمارات سكنية بواقع 192 شقة و 10 بيوت وعدد من البيوت الخشبية الجاهزة، تبلغ مساحته كيلومتر مربع واحد، أنشئ هذا الحي عام 1971 بالتعاون بين وزارة الري وشركة روسية، وكان الغرض من إنشاء هذا الحي إيواء الخبراء الروس والموظفين العاملين في مشروع قناة الثرثار الذين قاموا بإنشاء مشاريع الري الكبرى مثل (سدة الفلوجة) و(نواظم الثراثار) وغيرها...
أنشئ هذا المجمع في بدايته على غرار المجمعات العصرية حيث كان يحتوي على نادي ترفيهي يتكون من صالة سينما كبيرة، وأخرى صيفية وصالة ألعاب وبار للمشروبات، وكانت دائما ما تقام فيه حفلات رأس السنة الميلادية، ويحتوي أيضاً على مجموعة من الملاعب (ملعب كرة قدم أولمبي، ملعب كرة سلة، ملعب كرة طائرة، ملعب تنس، ملعب ريشة، حمام ساونا)، ومستوصف طبي، إضافة إلى متنزهات وحدائق عامة وألعاب للأطفال، وقد تم تشجير هذا المجمع بمجموعة كبيرة من الأشجار الصنوبرية والمثمرة وشبكة ري متكاملة والتي أعطت لهذا المجمع شكلًا  جميلًا .
بعد حرب الخليج الثانية والحصار الاقتصادي على العراق وخروج الخبراء الروس من العراق تردى الوضع الاجتماعي والخدمي في هذا المجمع، وتم هدم النادي الترفيهي وانهيار الملاعب الرياضية وقطع مجموعة كبيرة من الأشجار، مما أدى إلى تغيير شكل المجمع بصورة كبيرة. وفي تلك الفترة تم تأسيس مدرسة ابتدائية وأخرى ثانوية في إحدى البنايات التي كانت بالأصل مدرسة أنشأها الخبراء السوفييت لأبنائهم. وفي عام 1998 أنشأت جامعة الأنبار في هذا المجمع كلية الإدارة والاقتصاد بإحدى البنايات التي كانت تابعة للهيئة العامة للسدود.
وبعد الاجتياح الأمريكي للعراق عام 2003 تأثر هذا المجمع بالمعارك الدائرة في مدينة الفلوجة، وفي معركة الفلوجة الثانية تحول المجمع إلى مركز عمليات للجيش الأمريكي.
يقدر سكان المجمع حاليا بحوالي ألفي نسمة وأغلبهم من اهالي الفلوجة العاملين كموظفين في وزارة الموارد المائية.